# 2000 Light Years from Home
2000 Light Years from Home är en låt skriven av Mick Jagger och Keith Richards. Texten  skrevs av Mick Jagger under den tid han var frihetsberövad efter en drogräd i Keith Richards hem. Texten handlar på ytan om en rymdresa längre och längre bort hemifrån, men kan mycket väl beskriva Jaggers känslor och ensamhet i fångenskap. Brian Jones sätter en tydlig prägel på låten med sitt mellotron-spel. Det är en av Rolling Stones mest psykedeliska låtar.
Låten togs med på albumet Their Satanic Majesties Request som släpptes sent 1967. Den var också b-sida till singeln "She's a Rainbow". Denna singel kom dock aldrig ut i Storbritannien utan bara i USA och vissa europeiska länder. Låten framfördes live av Rolling Stones för första gången under deras Steel Wheels-turné 1989 och var fram till 1997 den enda låt från albumet Their Satanic Majesties Request som gruppen framfört på konsert.